# Ross-fontein

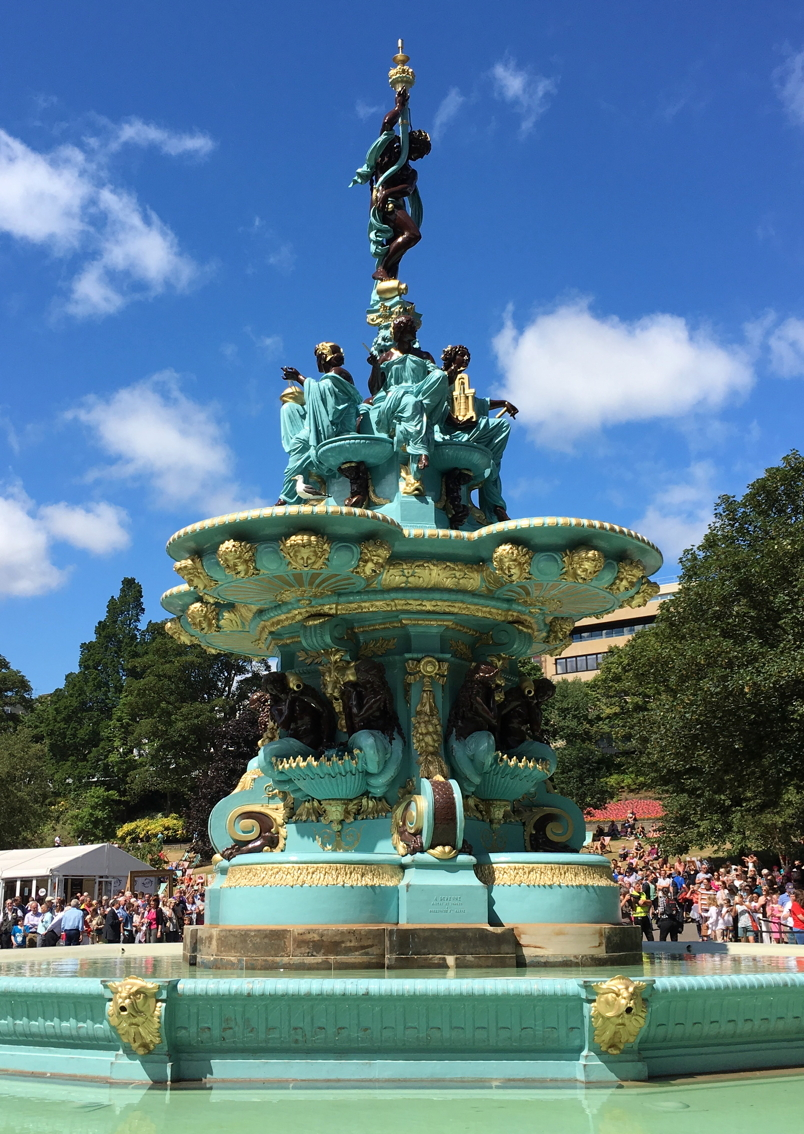
De Ross-fontein na de restauratie in 2018

De Ross-fontein is een gietijzeren fontein in het Schotse Edinburgh. Het bouwwerk is 'gebeeldhouwd' door Jean-Baptiste Jules Klagmann en werd geproduceerd in de gieterij Antoine Durenne 'Maitre de forges' in het Franse Sommevoire (Haute Marne). Het bouwwerk werd voor het eerst tentoongesteld in 1862 tijdens de International Exhibition, de derde wereldtentoonstelling die werd gehouden in Londen. Sinds 1872 staat de fontein in de Princes Street Gardens, in Edinburgh.
Wapenmaker Daniel Ross uit Edinburgh kocht de fontein in 1862 voor £2.000; hij besloot de fontein aan de stad Edinburgh te schenken. In 1869 werd het bouwwerk in 122 stukjes naar Leith, de haven bij Edinburgh, getransporteerd. In 1872 werd de fontein neergezet op de plek waar ze nog steeds staat. Ross was indertijd al een jaar overleden en heeft nooit het water in zijn fontein zien stromen. Het bouwwerk werd in 2017 uitgebreid gerestaureerd namens de Ross Development Trust; de kosten hiervan bedroegen 1,9 Britse ponden. Bij deze restauratie werd de fontein o.a. turquoise, bruin en goud geverfd.
Het ronde, zandstenen bassin is versierd met walruskoppen. Op het onderste gedeelte van de fontein staan acht zeemeerminnen die urnen vasthouden. Daarboven staan vier beelden van vrouwen: zij staan model voor wetenschap, kunst, literatuur en industrie. De bovenste figuur houdt een hoorn des overvloeds - een zogenoemde cornucopia - in de hand.
In de Braziliaans stad Pelotas staat een replica in een kleinere uitvoering van de Ross-fontein.